# Germaine Poinso-Chapuis

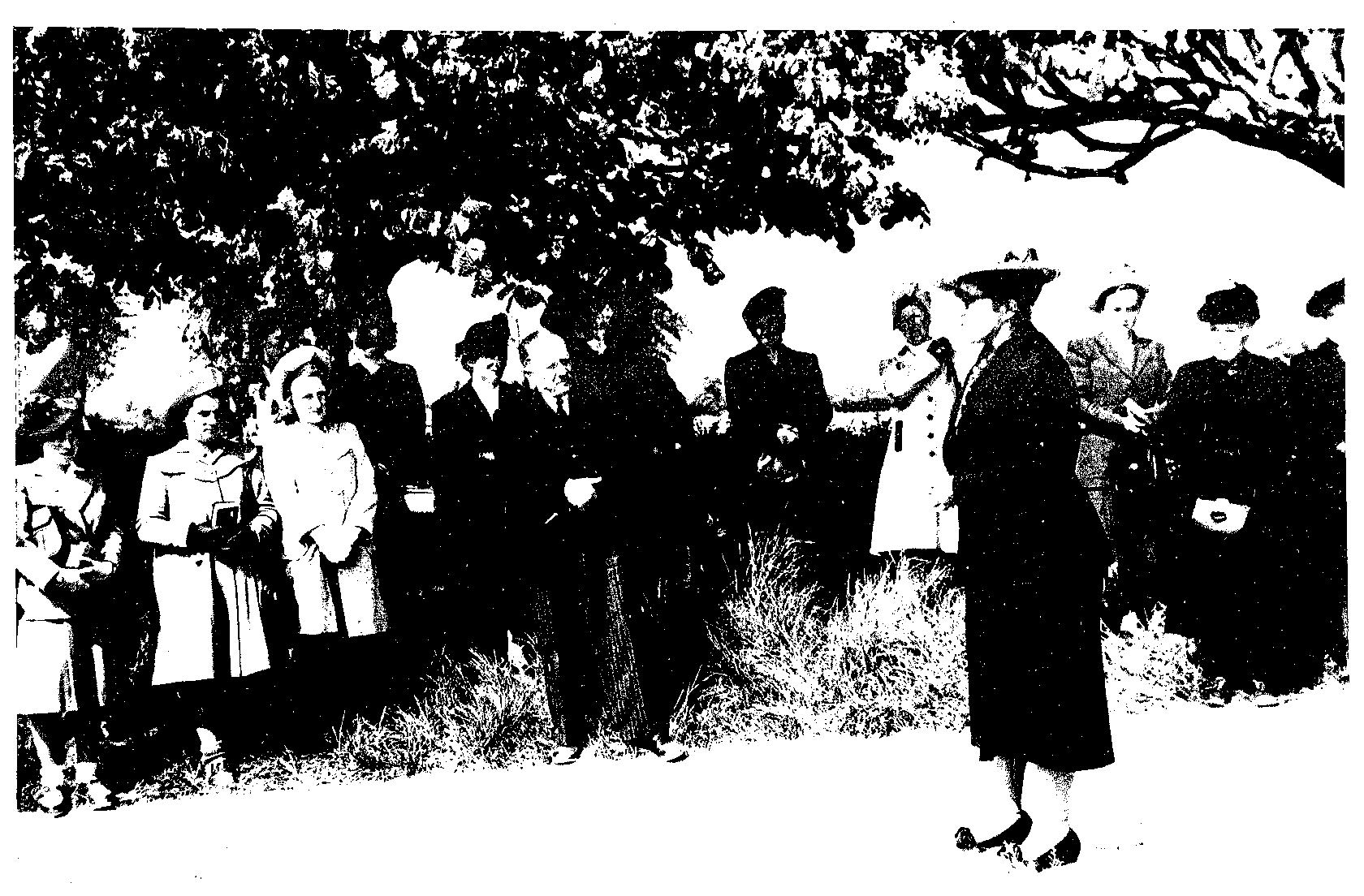
Germaine Poinso-Chapuis im Jahr 1948

Germaine Poinso-Chapuis (geborene Chapuis; * 6. März 1901 in Marseille; † 20. Februar 1981 ebenda) war eine französische Politikerin und Anwältin. Von 1945 bis 1956 war sie Mitglied der Nationalversammlung. 1947 wurde sie die erste Ministerin Frankreichs im Kabinett Schuman I.

## Leben
Germaine Chapuis studierte Römisches Recht und arbeitete ab 1921 als Anwältin in Marseille. Damit gehörte sie zu den ersten weiblichen Anwälten der Stadt. Sie war früh christdemokratisch orientiert und gehörte dem Parti Démocrate Populaire und der Nachfolgepartei Mouvement républicain populaire an. 
1945 wurde sie zur Stadträtin von Marseille ernannt, was sie bis 1959 blieb. Im selben Jahr gelang ihr der Einzug in die Nationalversammlung. Von 1947 bis 1948 hatte sie als Nachfolgerin von Robert Prigent das Amt der Gesundheitsministerin im ersten Kabinett von Premierminister Robert Schuman inne. Im Mai 1948 brachte sie einen Gesetzesentwurf ein, der eine Förderung bedürftiger Schulkinder vorsah. Da der sozialistische Bildungsminister Édouard Depreux das Gesetz ablehnte und es ohne seine Unterschrift verabschiedet wurde, war dies der Auslöser für eine Regierungskrise. Poinso-Chapuis war die erste Ministerin Frankreichs, erst 1974 kam mit Simone Veil die zweite Frau ins Ministeramt. Später war Poinso-Chapuis auch Vizepräsidentin der Nationalversammlung. 1956 wurde sie nach vier Amtsperioden nicht wiedergewählt. Germaine Poinso-Chapuis starb am 20. Februar 1981 in ihrer Heimatstadt Marseille.